# Мбангюла, Самюэль
Самюэ́ль-Жерме́н Киндюэлю́ Мбангюла́ Тшифюнда́ (фр. Samuel-Germain Kinduelu Mbangula Tshifunda; родился 16 января 2004, Брюссель, Бельгия) — бельгийский футболист, вингер немецкого клуба «Вердер».

## Клубная карьера
Воспитанник бельгийских клубов «Брюгге» и «Андерлехт», в 2020 году Мбангюла присоединился к итальянскому «Ювентусу». В сезоне 2023/24 Самюэль выступал в матчах Серии C за фарм-клуб «Ювентус Некст Джен». 19 августа 2024 года дебютировал за основную команду клуба, выйдя в стартовом составе на матч Серии A против «Комо». Он также отличился забитым мячом и голевой передачей.

## Карьера в сборной
Выступал за сборные Бельгии до 15, до 17, до 18, до 19 лет, а также за сборную Бельгии до 21 года.